# Crítica periodística
La crítica periodística és un tipus de crítica que consisteix en un article periodístic signat que utilitza la modalitat del discurs expositiu-argumentatiu de l'arxigènere didàctic per a expressar un judici raonat de valor sobre qualsevol producció en el terreny de l'art, l'esport i la cultura. Existeixen diferents tipus de crítica periodística:
- Crítica literària
- Crítica teatral
- Crítica cinematogràfica
- Crítica artística
- Crítica televisiva
- Crítica musical
- Crítica esportiva

La crítica conté en general una part expositiva que pot ser fins i tot una fitxa inicial amb els detalls objectius. La crítica literària pot adoptar la forma més breu de la ressenya o la més llarga i detallada de la recensió, que amb freqüència escapa al gènere periodístic i troba el seu lloc en les revistes especialitzades. Ha de constar d'una breu introducció sobre la trajectòria de l'autor i un examen i judici valoratiu sobre l'obra. La crítica teatral ha d'incloure l'apreciació del públic, sobretot si es tracta d'una estrena
- Martínez Albertos, J.L: Redacción periodística. A.T.E., 1974.
- Muñoz, José Javier: Redacción periodística. Teoría y práctica, Librería Cervantes, 1994.
- mulata